# Dannevirke, Nya Zeeland
Dannevirke är en landsortsstad med service i södra Hawkes Baydistriktet på Nordön i Nya Zeeland. Det omgivande området har utvecklats till ett mejeri- och fårfarmsdistrikt. Staden har en befolkning på cirka 5 000 invånare (2013). Staden grundades 1872 av danska, norska och svenska bosättare som anlände till hamnen i Napier men flyttade in i landet. Staden har fått namn efter den danska, vikingatida försvarsvallen Dannevirke.